# Cantó de Sent Sefrian
El cantó de Sent Sefrian és un cantó francès del departament de la Gironda, situat al districte de Lengon. Té 7 municipis i el cap és Sent Sefrian.

## Municipis
- Balisac
- Ostens
- Loishats
- Aurinha
- Sent Lugèir de Balion
- Sent Sefrian
- Lo Tusan

## Història
| Data d'elecció                           | Identitat         | Partit | Qualitat |
| ---------------------------------------- | ----------------- | ------ | -------- |
| 1945-1948                                | Marcel Coquet     |        |          |
| 1948-1961                                | M. Flament        |        |          |
| 1961-1979                                | André Henriot     | SFIO   |          |
| 1979-1998                                | Gérard Lagors     | PS     |          |
| 1998-2004                                | Guy Dupiol        | PS     |          |
| 2004-                                    | Philippe Carreyre | PS     |          |
| les dades anteriors no són pas conegudes |                   |        |          |
|                                          |                   |        |          |

## Demografia
| 1962  | 1968  | 1975  | 1982  | 1990  | 1999  | 2006  |
| ----- | ----- | ----- | ----- | ----- | ----- | ----- |
| 2.324 | 3.090 | 2.937 | 8.204 | 8.652 | 9.258 | 9.860 |